# داگ راجرز (جودوکار)
داگ راجرز (انگلیسی: Doug Rogers; ۲۶ ژانویهٔ ۱۹۴۱ – ۲۰ ژوئیهٔ ۲۰۲۰) جودوکار اهل کانادا بود.
وی در مسابقات کشوری و بین‌المللی در مجموع برندهٔ ۱ مدال برنز شده‌است.